# Zapuže, Šentjernej
Zapuže este o localitate din comuna Šentjernej, Slovenia, cu o populație de 67 de locuitori.